# Ruyi
Ruyi (kinesiska: 如意, 如意镇) är en köping i Kina. Den ligger i provinsen Hunan, i den södra delen av landet, omkring 51 kilometer sydväst om provinshuvudstaden Changsha. Antalet invånare är 11475. Befolkningen består av 5 723 kvinnor och 5 752 män. Barn under 15 år utgör 15,0 %, vuxna 15-64 år 69 %, och äldre över 65 år 14,0 %.
Genomsnittlig årsnederbörd är 1 784 millimeter. Den regnigaste månaden är maj, med i genomsnitt 354 mm nederbörd, och den torraste är oktober, med 38 mm nederbörd.